# Modračko jezero
Der Modračko jezero (Modrac-See) ist ein künstlich angelegter See am gleichnamigen Uferort in der Gemeinde Lukavac im Kanton Tuzla in Bosnien und Herzegowina.

## Geographie

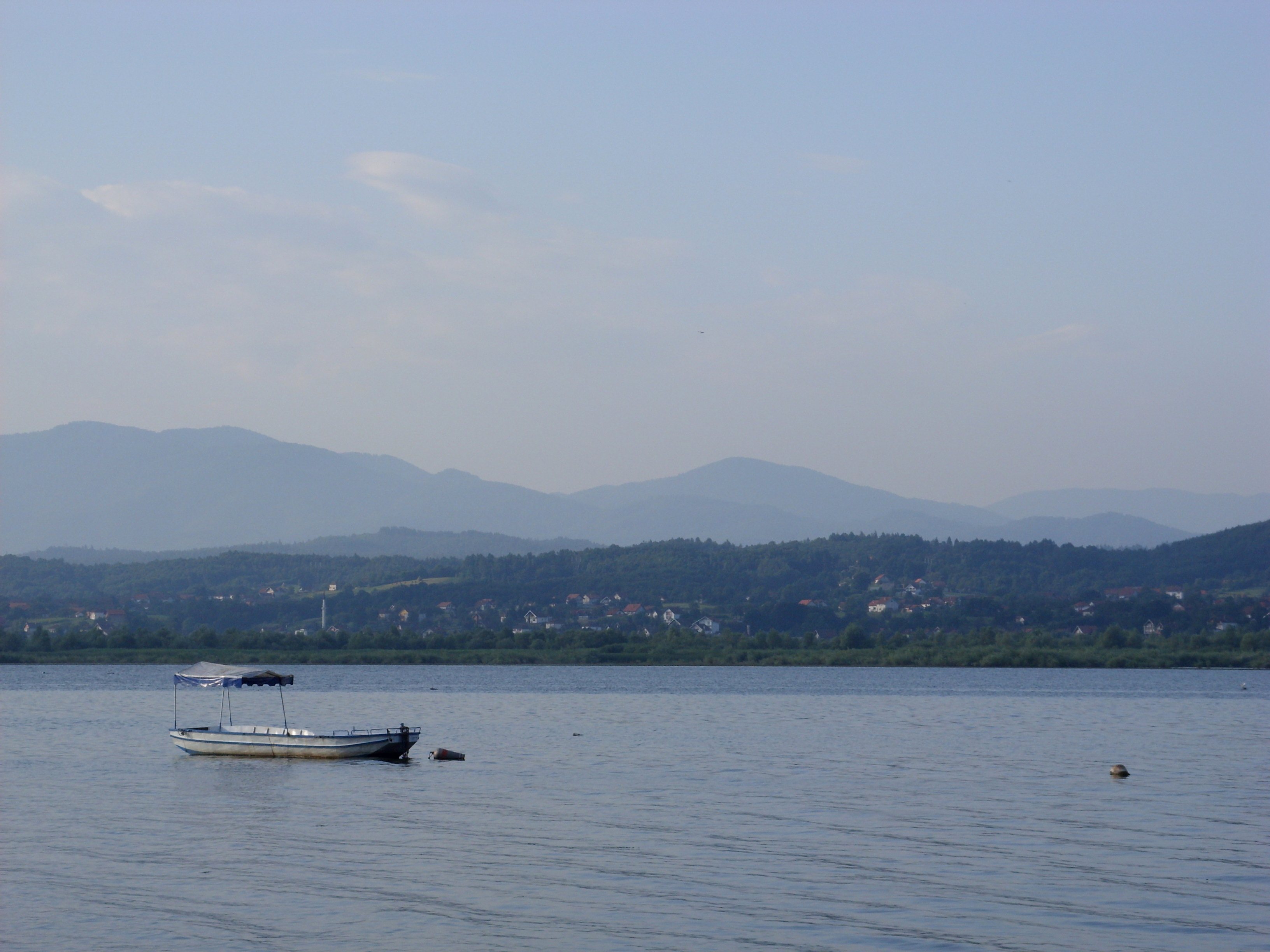
Am Seeufer

Der Stausee liegt in einer Ebene, die von bewaldeten Hügelrücken mit einer Höhe von 300 bis 400 Meter über dem Meeresspiegel umgeben ist. Die Ebene wird von den Flüssen Spreča und Turija gebildet und war vorher überwiegend landwirtschaftlich benutzt.

### Allgemeines
Der Modračko jezero ist ein Stausee, der 1964 an der Spreča errichtet wurde. Viele Jahre diente er als bloßes Wasserreservoir, primär für den Wasserbedarf umliegender Industrieanlagen. Im Laufe der Zeit wurden dem See weitere Aufgaben wie Trinkwasserspeicherung und Naherholung zuteil. Nach dem Bosnienkrieg erfolgte eine starke Verunreinigung des Gewässers, welche vor allem durch die wachsende Besiedlung und wirtschaftliche Nutzung in der Region verursacht wurde. Dies führte zwischenzeitlich zu Badeverboten am See. Schließlich wurde aus dieser Notlage heraus im Jahre 2006 ein Gesetz zum Schutz des Sees erlassen und eine Gewässersanierung eingeleitet.

### Entstehung
Die zyklische Wasserknappheit und die allgemeine Grundwasserknappheit der Region infolge des regionalen Klimas wurden in der frühen Industrieperiode Jugoslawiens zunehmend problematischer. Im Zuge des gestiegenen Wasserbedarfs der Schwerindustrie umliegender Städte wie Tuzla und Živinice wurde schließlich der Modracsee mit dem Bau eines Staudammes am Fluss Spreča 1964 angelegt.

## Nutzung
Heute wird der See vorwiegend touristisch genutzt, wobei er aber immer noch der Wasserversorgung umliegender Industrieanlagen und Städte dient. Zudem dient er als Ausgleichsbecken bei Starkregen und reguliert den Pegel des Unterlaufs der Spreča. Er ist vom Ufer her sehr gut zugänglich und bei Fischern sehr beliebt. Am Ufer des Sees hat sich nach dem Bosnienkrieg verstärkt der Tourismus entwickelt, eine Reihe an Restaurants, Gaststätten und Herbergen entstanden. Auch finden am See regelmäßig Konzerte sowie kulturelle Veranstaltungen und Feste statt.

### Fischen und Angeln
Der See ist bei Fischern und Anglern nicht zuletzt wegen seines Fischreichtums und der guten Zugänglichkeit beliebt. Wegen der starken Wasserverschmutzung sind die Fische nicht zum Verzehr geeignet.

## Fauna
In dem See gibt es ein reichhaltiges Fischvorkommen, besonders weil der Fischfang streng reguliert und seit 1995 vermehrt auch die Ökologie des Sees von lokalen Fischereiverbänden geschützt und überwacht wird. Am häufigsten vorzufinden sind Hecht und Karpfen. Aber auch Brassen, Mairenken, Zander sowie Flusswelse sind in den letzten Jahren immer häufiger vorzufinden. Dennoch leidet das Gewässer unter Verschmutzung durch Abwässer, welche die Fischbestände gefährden und das Gesamtökosystem des Sees stark belasten. 

### Wasserqualität
Bereits zu Zeiten des sozialistischen Jugoslawiens war die Wasserqualität des Sees nicht besonders hoch. Dies hat sich nach dem Bosnienkrieg jedoch drastisch verschlimmert. Industrieabwässer, Siedlungsabwässer sowie illegale und belastende Müllentsorgung sorgen für eine schlechte bis sehr schlechte Wasserqualität. Die vom Modračko jezero abhängige Trinkwasserversorgung der Region wird durch die zunehmende Belastung des Wassers immer aufwändiger und teurer.

## Besonderheiten

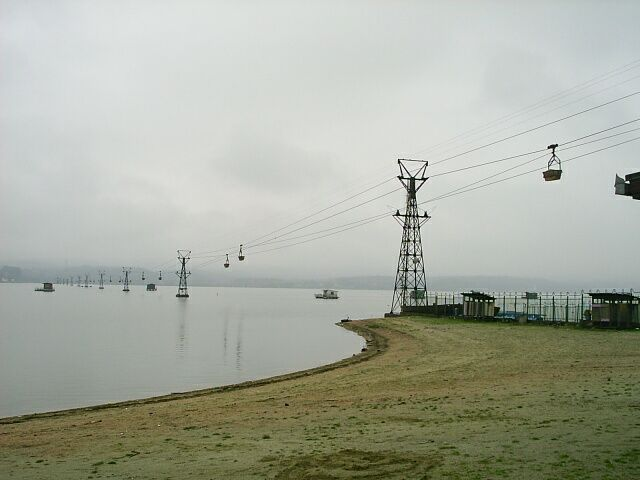
Materialseilbahn über den Modračko jezero

Über den See führt die 14 km lange Materialseilbahn Lukovac, deren Zweck der Transport von Kalkstein ist. Für den Bau einer der längsten Materialseilbahnen Europas wurden mehrere Stützen in dem See errichtet.